# Крейтон (Небраска)
Крейтон (англ. Creighton) — місто (англ. city) в США, в окрузі Нокс штату Небраска. Населення — 1147 осіб (2020).

## Географія
Крейтон розташований за координатами 42°27′53″ пн. ш. 97°54′26″ зх. д. / 42.46472° пн. ш. 97.90722° зх. д. (42.464861, -97.907163).  За даними Бюро перепису населення США в 2010 році місто мало площу 3,13 км², уся площа — суходіл.

### Клімат
| Клімат : Крейтон      | Клімат : Крейтон | Клімат : Крейтон | Клімат : Крейтон | Клімат : Крейтон | Клімат : Крейтон | Клімат : Крейтон | Клімат : Крейтон | Клімат : Крейтон | Клімат : Крейтон | Клімат : Крейтон | Клімат : Крейтон | Клімат : Крейтон | Клімат : Крейтон |
| Показник              | Січ.             | Лют.             | Бер.             | Квіт.            | Трав.            | Черв.            | Лип.             | Серп.            | Вер.             | Жовт.            | Лист.            | Груд.            | Рік              |
| Середній максимум, °C | −0,6             | 2,2              | 8,9              | 16,7             | 23,3             | 28,9             | 31,1             | 30,0             | 25,6             | 18,3             | 8,3              | 1,1              | 16,1             |
| Середній мінімум, °C  | −12,8            | −10              | −4,4             | 2,2              | 8,9              | 14,4             | 16,7             | 15,6             | 10,6             | 3,3              | −3,9             | −10              | 2,8              |
| Норма опадів, мм      | 13               | 18               | 38               | 66               | 97               | 104              | 79               | 79               | 64               | 43               | 25               | 18               | 620              |
| --------------------- | ---------------- | ---------------- | ---------------- | ---------------- | ---------------- | ---------------- | ---------------- | ---------------- | ---------------- | ---------------- | ---------------- | ---------------- | ---------------- |
| Джерело: Weatherbase  |                  |                  |                  |                  |                  |                  |                  |                  |                  |                  |                  |                  |                  |

## Демографія
Згідно з переписом 2010 року, у місті мешкали 1154 особи в 538 домогосподарствах у складі 299 родин. Густота населення становила 369 осіб/км².  Було 599 помешкань (191/км²).
Расовий склад населення:
| - 97,1 % — білих - 0,6 % — корінних американців - 0,3 % — чорних або афроамериканців - 0,3 % — азіатів |

До двох чи більше рас належало 1,6 %. Частка іспаномовних становила 1,0 % від усіх жителів.
За віковим діапазоном населення розподілялося таким чином: 22,4 % — особи молодші 18 років, 47,4 % — особи у віці 18—64 років, 30,2 % — особи у віці 65 років та старші. Медіана віку мешканця становила 47,7 року. На 100 осіб жіночої статі у місті припадало 81,4 чоловіків;  на 100 жінок у віці від 18 років та старших — 80,8 чоловіків також старших 18 років.
Середній дохід на одне домашнє господарство  становив 52 621 долар США (медіана — 41 806), а середній дохід на одну сім'ю — 74 019 доларів (медіана — 68 750). За межею бідності перебувало 9,9 % осіб, у тому числі 3,6 % дітей у віці до 18 років та 8,4 % осіб у віці 65 років та старших.
Цивільне працевлаштоване населення становило 597 осіб. Основні галузі зайнятості: освіта, охорона здоров'я та соціальна допомога — 32,0 %, роздрібна торгівля — 15,6 %, транспорт — 8,9 %, мистецтво, розваги та відпочинок — 8,0 %.